# Machaerium glabratum
Machaerium glabratum är en ärtväxtart som beskrevs av Henri François Pittier. Machaerium glabratum ingår i släktet Machaerium och familjen ärtväxter. Inga underarter finns listade i Catalogue of Life.